# Ignace Colombani
Ignace Colombani (* 18. August 1908 in Montreal; † 21. August 1988 in Tattone (Vivario), Département Haute-Corse; auch: Ignaziu Colombani, Pseudonym: Petru u Muntagnolu) war ein französischer Kolonialbeamter und Schriftsteller.

## Leben
Ignace Colombanis Familie stammte aus Morosaglia auf Korsika. Colombani begann 1929 seine Ausbildung an der École coloniale in Paris. Er arbeitete in der Verwaltung der französischen Kolonien. Von März 1949 bis März 1950 übernahm er interimsmäßig von Jean Toby das Amt des Gouverneurs der Kolonie Niger. Von 1950 bis 1951 war Colombani Gouverneur der Kolonie Ubangi-Schari und schließlich ab 1951 Gouverneur der Kolonie Tschad. Von diesem Posten wurde er 1956, im Alter von 48 Jahren, abberufen. Er wurde mit keinen weiteren Ämtern in der Kolonialverwaltung betraut, angeblich wegen seines schlechten Verhältnisses zu dem ihm übergeordneten Hochkommissar von Französisch-Äquatorialafrika. Zurück in Europa, widmete sich Colombani vor allem der Pflege der korsischen Sprache, in der er Gedichte und seine Memoiren verfasste. 1958 wurde er Präsident der Sprachgesellschaft Lingua Corsa, die eine eigene Zeitschrift und ein französisch-korsisches Wörterbuch herausgab. Er war außerdem Vizepräsident der Société des sciences historiques et naturelles de la Corse.

## Werke
- Rime di rustinu. Bastia 1960.
- De quelques poètes d’expression Corse. Bastia 1961.
- (mit Petru Rocca:) Tempi e tempi. Bastia 1963.
- Ricordi. Ajaccio 1996.